# Svetovalno delo
Svetovalno delo je delo strokovnjaka (strokovnega / svetovalnega delavca), ki pomaga in svetuje drugim v okviru svojega strokovnega področja, usposobljenosti in kompetenc.
Svetovalno delo se največkrat nanaša na šolsko svetovalno delo kot definicijo svetovalnega dela v sistemu vzgoje in izobraževanja, ki ga opravljajo različni profili strokovnjakov, primarno s področja pedagogike, psihologije in socialnega dela.
Svetovalno delo v šoli oz. v vzgojno-izobraževalni ustanovi (znotraj vrtca, osnovne ali srednje šole) deluje kot svetovalna služba (z enim ali več svetovalnimi delavci). Predstavlja integrirano strokovno službo znotraj vzgojno-izobraževalne institucije, ki s svojo razvojno in preventivno vlogo nudi strokovno svetovanje in pomoč otrokom in mladostnikom ter njihovim staršem in družinam. Sodeluje z vodstvom, s strokovnim kolektivom ter z zunanjimi strokovnjaki in ustanovami.